# Królestwo Partów
Królestwo Partów (łac. Regnum Parthorum) – państwo na terenie starożytnego Iranu, rządzone przez dynastię Arsakidów, istniejące od 247/238 p.n.e. do 226 n.e.

## Historia polityczna

### Powstanie

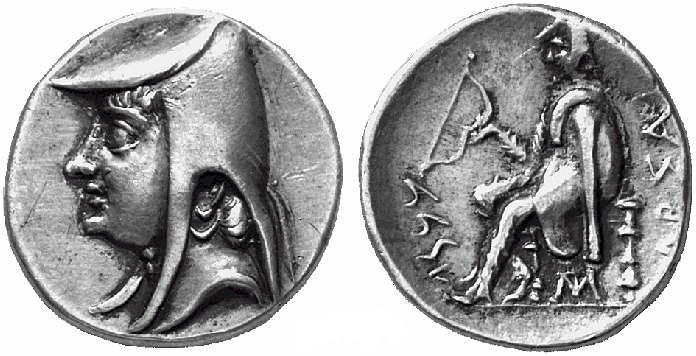
Srebrna drachma Arsakesa, pierwszego króla Partów. Legenda jest w języku greckim i aramejskim, Arsakes zaś jest ubrany w strój sakijski i siedzi na stołku z łukiem w ręku, co stanowi nawiązanie do tradycji ikonograficznej monet achemenidzkich satrapów

Eponimicznym założycielem dynastii Arsakidów, która rządziła w Królestwie Partów przez cały okres jego istnienia, był Arsakes (247 – ok. 211 p.n.e.), władca koczowniczego plemienia Parnów. Parnowie byli jednym z trzech plemion tworzących konfederację Dahów, mówiących jakimś rodzajem języka wschodnioirańskiego. Od końca IV w. p.n.e. Dahowie zamieszkiwali stepy dzisiejszego Turkmenistanu i urządzali napady na terytoria Hyrkanii i Partii. Po dojściu do władzy Arsakes zdobył należący do Seleukidów pograniczny region Astauene i w roku 247 p.n.e. koronował się na króla w mieście Asaak. Od tego wydarzenia liczono potem lata tzw. ery Arsakidów. Gdzieś ok. 245 p.n.e. przeciwko Seleukidom zbuntował się namiestnik Partii Andragoras. Arsakes wykorzystał tę sytuację ok. 238 p.n.e. zajmując prowincję i zabijając Andragorasa. Około 235 p.n.e. Parnowie zajęli także Hyrkanię. Przygotowując się do nieuchronnej konfrontacji z Seleukidami Arsakes zawarł traktat pokojowy z królem Greko-Baktryjskim Diodotosem II (ok. 238 – 230 p.n.e.). Seleukos II (246 – 226 p.n.e.) zaatakował Parnów ok. 230 p.n.e. i początkowo zmusił ich do wycofania się z Partii, ostatecznie został jednak pokonany przez Arsakesa sprzymierzonego z sakijskimi Apasjakami. Kolejną próbę odzyskania swoich posiadłości Seleukidzi podjęli już za panowania syna Arsakesa, Arsakesa II (ok. 211 p.n.e. – ok. 185 p.n.e.). W roku 209 p.n.e. Arsakidów zaatakował Antioch III Wielki (223 – 187 p.n.e.), przy czym ponownie początkowo Parnowie zostali wyparci w stepy, jednak dzięki wsparciu koczowniczego plemienia Apasjaków ostatecznie odparli inwazję. Była to ostatnia próba odzyskania Partii i Hyrkanii przez Seleukidów i tym samym nowe państwo ostatecznie utrzymało swoje istnienie.
Irańscy Parnowie szybko zmieszali się z pokrewną im językowo i kulturowo ludnością Partii i zaczęli być nazywani Partami. Pod względem językowym ludność Partii, mówiąca językiem zachodnioirańskim, zdominowała koczowników. Używany w królestwie Partów język partyjski był zasadniczo językiem osiadłej ludności północno-wschodniego Iranu, z niewielką domieszką wpływów języka Dahów. Parnowie zachowali natomiast szereg swoich tradycji kulturowych, szczególnie w sferze wojskowości.

### Partia mocarstwem

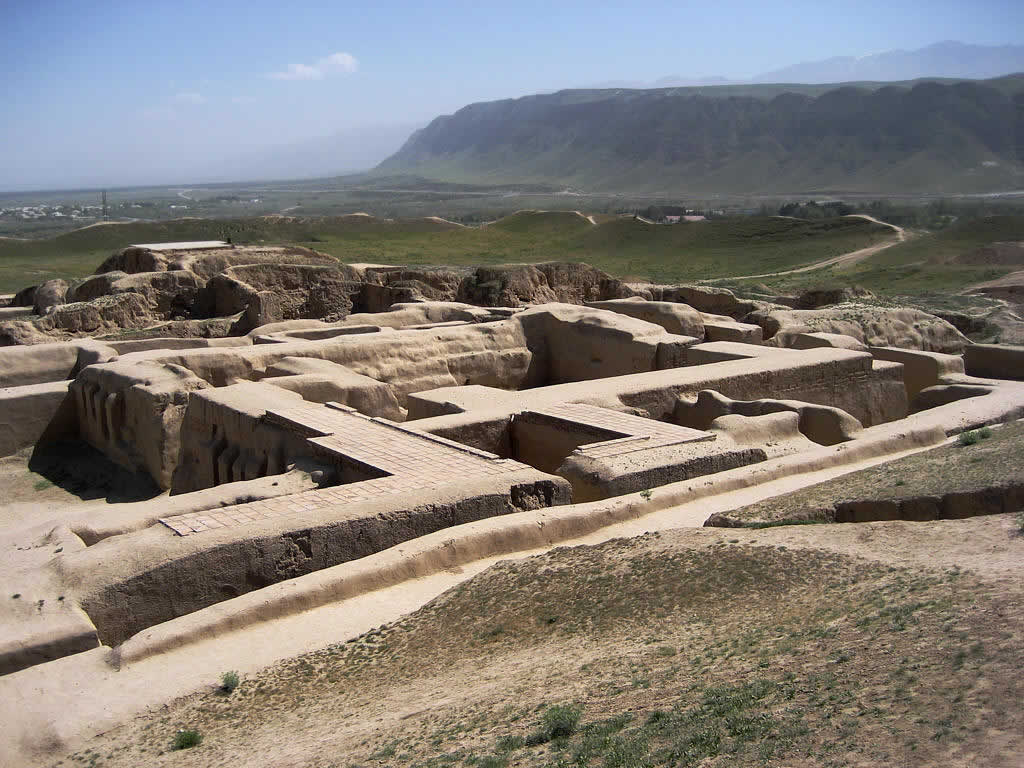
Ruiny Nisy, pierwszej stolicy Arsakidów

Następca Arsakesa II, Friapatios (ok. 185 – ok. 170 p.n.e.), pozostawił po sobie dwóch synów, Fraatesa (ok. 170 – ok. 165 p.n.e.) i Mithradatesa (ok. 165 – ok. 132 p.n.e.). Pierwszy z nich prowadził ciężką wojnę z Mardami zamieszkującymi nad Morzem Kaspijskim, w której zwycięstwo zaprowadziło Partów na zachód od Wrót Kaspijskich. Fraates przekazał tron Mithradatesowi, który wykorzystując zaangażowanie króla Greko-Baktryjskiego Eukratidesa (ok. 170 – ok. 145 p.n.e.) w wojny z ludami wschodnioirańskimi i w Indiach zaatakował go i w latach ok. 160 – ok. 155 p.n.e. zdobył dwie zachodnie prowincje jego państwa, przypuszczalnie obejmujące Margianę, część Arii i zachodnie kresy Baktrii. Po zwycięstwie nad Baktrią Mithradates zwrócił się ku seleukidzkiej Medii, którą opanował po długotrwałych walkach ok. 148 p.n.e. Media Atropatene stała się wasalem Partów. Następnie w roku 141 p.n.e. Mithradates zajął Babilonię wraz z Seleukeją nad Tygrysem. Władza Arsakidów w regionie była jednak niestabilna z powodu ataków sąsiedniej Elymaidy i Seleukidów. W roku 139 p.n.e. Seleukida Demetrios II (145 – 139 p.n.e., 129 – 125 p.n.e.) podjął próbę odzyskania Mezopotamii i Medii, działając w przymierzu z Elymaidą, Persydą i Baktrią. Dzięki poparciu miejscowych Greków i Macedończyków łatwo odzyskał miasta Babilonii, został jednak rozbity i wzięty do niewoli, gdy wkroczył do Medii. Po tej kampanii Mithradates dokonał odwetowych najazdów na Elymaidę, a być może także Persydę, a po uspokojeniu sytuacji na zachodzie zwrócił się na wschód, dokonując kolejnych podbojów w Baktrii, które sięgały aż do doliny Indusu. Za panowania Mithradatesa państwo Arsakidów „przekształciło się niespodziewanie szybko w wielkie imperium sięgające od Hindukuszu i doliny Indusu po Syrię i Mezopotamię”.

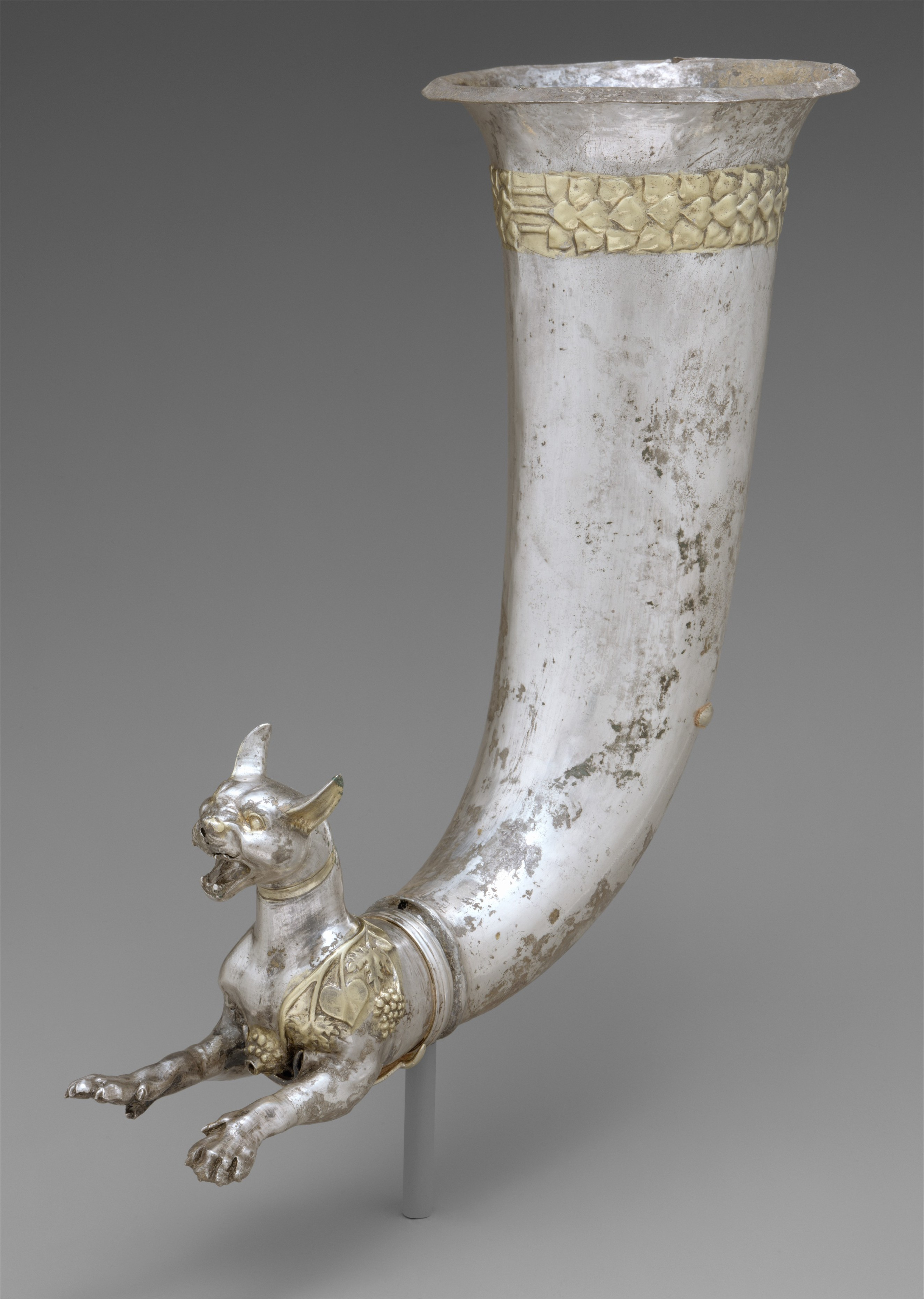
Ryton z protomą w kształcie pantery. Srebro pokryte rtęcią. Iran, I w. p.n.e. Zbiory Metropolitan Museum of Art

Panowanie bezpośrednich następców Mithradatesa I zostało zdominowane przez walki z koczowniczymi Sakami i Yuezhi, którzy w międzyczasie obalili panowanie Greków w Baktrii. Zaangażowanie Fraatesa II (ok. 132 – ok. 127/126 p.n.e.) na wschodzie wykorzystał władca Charakene Hyspaosines, który współdziałając z Elymaidą zaatakował posiadłości Partów w Babilonii. W roku 129 p.n.e. Mezopotamię zajął Seleukida Antioch VII (138 – 129 p.n.e.), który następnie, korzystając z obecności głównych sił Partów w Azji Środkowej, zagarnął także Suzę i Medię. Jego niezdyscyplinowana armia została jednak pokonana przez Fraatesa jeszcze w tym samym roku, zaś sam Antioch zginął. Była to ostatnia próba odzyskania swoich wschodnich posiadłości przez Seleukidów. Wkrótce po tym zwycięstwie Fraates poniósł jednak śmierć w walce z Sakami, którzy rozbili armię Partów i przystąpili do pustoszenia ich wschodnich posiadłości, przy czym wielu z nich osiedliło się ostatecznie na terenie Drangiany, która odtąd stała się znana jako Sakastan (późniejszy Sistan). Tron po Fraatesie objął jego wuj Artabanos I (ok. 127/126 – 122 p.n.e.), któremu na początku panowania udało się w pewnym stopniu spacyfikować wschodnich nomadów. Następnie, po kilkuletnich walkach, odzyskał on zajętą w międzyczasie przez Hyspaosinesa Babilonię. Artabanos zginął jednak w walce z Yuezhi.
Do stabilizacji sytuacji na partyjskim wschodzie doszło za panowania Mithradatesa II (122 – 87 p.n.e.). Pokonując Saków i Yuezhi król Partów podporządkował sobie Sakastan i Arachozję, podbito też tereny nad środkowym biegiem Amu-darii, zaś wpływy partyjskie sięgnęły zachodniej Sogdiany. Mithradates II nawiązał kontakty dyplomatyczne z chińską dynastią Han, w imieniu której działał wówczas w Azji Środkowej Zhang Qian. Zapoczątkowało to intensywną wymianę handlową pomiędzy Chinami a krajami Azji Środkowej i Zachodniej. Mithradates zmusił także do uznania swej zwierzchności króla Armenii Tigranesa I (ok. 115 – ok. 96 p.n.e.). Syn Tigranesa I, Tigranes II (ok. 96 – ok. 55 p.n.e.), wychował się na dworze Mithradatesa jako zakładnik, by następnie objąć z jego nadania władzę nad swoim królestwem. Arsakida poparł także Seleukidę Filipa I (ok. 95–83 p.n.e.) przeciwko jego bratu Demetriuszowi III (ok. 95 – 88 p.n.e.) i aż do swojej śmierci Filip rządził w Syrii jako wasal Partów. Niedługo potem władzę nad państwem Seleukidów przejął zależny od Mithradatesa Tigranes II. Partowie podporządkowali sobie także Kommagene. Kiedy jednak w 95 lub 94 p.n.e. Tigranes II obalił prorzymskiego króla Kapadocji Ariobarzanesa (96–93 p.n.e., 92–90 p.n.e., 89–88 p.n.e. i 86-63 p.n.e), na jego korzyść interweniował rzymski wódz Sulla. Mithradates II wspierał Mithradatesa Eupatora w trakcie jego pierwszej wojny z Rzymem (89 – 85 p.n.e.). Mithradates II podczas swojego panowania przyjął stary achemenidzki tytuł „króla królów”. Ze względu na jego osiągnięcia autorzy antyczni obdarzyli go przydomkiem „Wielki”.

### Początki rywalizacji z Rzymem i upadek starszych Arsakidów

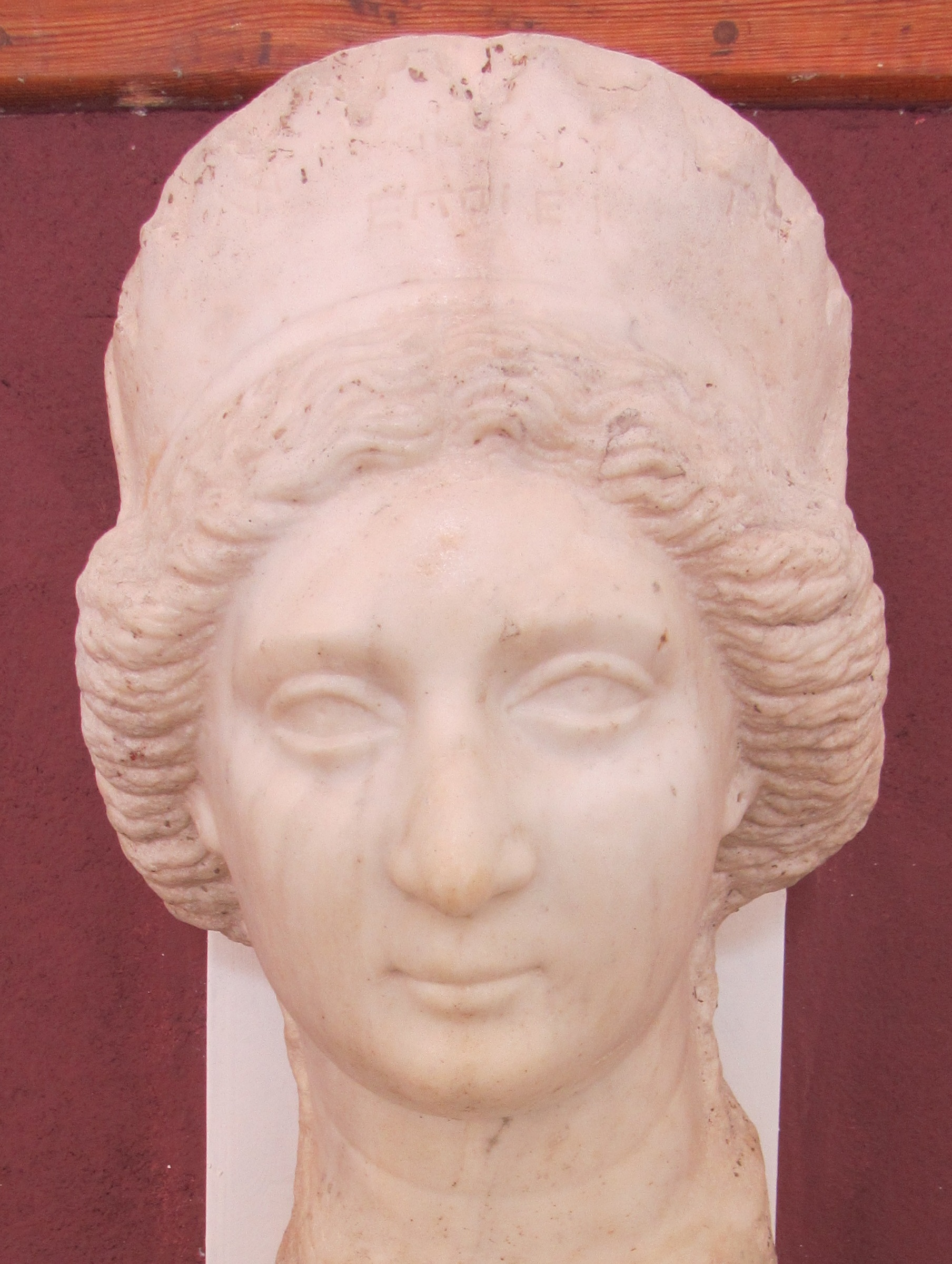
Kamienna głowa kobiety z Suzy, wykonana w stylu greckim przez niejakiego Antiocha, syna Drjasa. Często identyfikowana z królową Musą rzeźba ta przedstawia raczej boginię Tyche, na co wskazuje jej corona muralis. Zbiory Muzeum Narodowego Iranu

Dziesięciolecie historii Partów po śmierci Mithradatesa II, ze względu na ubóstwo źródeł, jest niezwykle niejasne. Doszło wówczas do konfliktu pomiędzy potomkami Mithradatesa II, Gotarzesem (ok. 91 – ok. 80 p.n.e.) i Orodesem (ok. 80 – ok. 77 p.n.e.), a Sinatrukesem (ok. 77 p.n.e. – ok. 70 p.n.e.), prawdopodobnie synem Mithradatesa I, który ostatecznie wygrał tę rywalizację. W trakcie tych walk Tigranes II uniezależnił się od Arsakidów. Za panowania syna i następcy Sinatrukesa, Fraatesa III (ok. 70 p.n.e. – ok. 57 p.n.e.), Rzymianie ostatecznie pokonali Mithradatesa Eupatora oraz zaatakowali Tigranesa II w Armenii. W roku 66 p.n.e. Fraates III zawarł układ z rzymskim wodzem Pompejuszem, po czym zaczął wspierać pretendenta do tronu Armenii Tigranesa Młodszego. Do konfliktu z Rzymem doszło kiedy po pokonaniu Tigranesa II Pompejusz odmówił wydania Partom Tigranesa Młodszego, który także dostał się w jego ręce, po czym przystąpił do budowania antypartyjskiej koalicji, przyjmując także posłów od państw formalnie podlegających Arsakidom, takich jak Elymaida oraz Media Atropatene. W roku 64 p.n.e. Pompejusz zajął Syrię i ustanowił tam rzymską prowincję, co oznaczało, że odtąd oba mocarstwa graniczyły ze sobą bezpośrednio. W roku 58/57 p.n.e. Fraates III został zamordowany przez swoich synów, Orodesa II (57 p.n.e. – 38/37 p.n.e.) i Mithradatesa III (57–54 p.n.e.). Wkrótce potem pomiędzy braćmi wybuchła otwarta wojna i zwyciężył w niej Orodes. W 54 p.n.e. terytoria Partów zaatakował nowy rzymski namiestnik Syrii, Marek Licyniusz Krassus, jednak gdy w roku następnym wkroczył do Mezopotamii, poniósł druzgocącą klęskę w bitwie pod Karrhai, w której zginął. W rezultacie „ekspansja rzymska zatrzymała się na Eufracie i przez ponad dwieście lat granica Partii z Rzymem na tej rzece pozostała trwała”.
Partowie początkowo biernie przyglądali się zmiennym losom wojny domowej w Rzymie, jednak ostatecznie Orodes II uległ namowom posła Kasjusza, Labienusa i wiosną 41 p.n.e. armia Arsakidów pod dowództwem królewskiego syna, Pakorosa, wkroczyła na rzymskie terytorium. Pakoros zajął większość Syrii i Palestyny, podczas gdy druga armia Partów pod wodzą Labienusa działając w Azji Mniejszej dotarła aż do Jonii i Karii. Rzymska kontrofensywa w roku 39 p.n.e. pobiła jednak Labienusa, który zginął w boju, zaś w roku następnym ten sam los spotkał Pakorosa i Partowie utracili wszystkie swoje zdobycze. Nowy król Fraates IV (37 – 2 p.n.e.) rozpoczął swoje panowanie od odparcia inwazji Marka Antoniusza. Pozycja Fraatesa uległa jednak osłabieniu w wyniku walk wewnętrznych i w roku 20 p.n.e. zawarł on pokój z cesarzem Augustem (27 p.n.e. – 14 n.e.), w którym Rzymianie uznali Eufrat za granicę obu mocarstw, a Partowie pogodzili się z dominacją przeciwnika w Armenii, gdzie rządził rzymski nominat Tigranes III (20 – 8 p.n.e.). Na dworze Fraatesa IV coraz większe wpływy uzyskiwała jego nowa żona, była rzymska niewolnica Musa, która dążyła do zapewnienia następstwa tronu swojemu synowi, Fraatesowi V (2 p.n.e. – 4 n.e.). Fraates IV wysłał czterech swoich starszych synów do Rzymu i władzę po nim objął syn Musy wraz z matką. Fraates V obalił władzę Tigranesa III w Armenii, następnie jednak zgodził się na przywrócenie rzymskich wpływów w tym kraju, do czego jednak nie doszło wskutek oporu samych Ormian. Panowanie Fraatesa V zakończyło się w wyniku buntu, tak samo, jak i panowanie jego następcy Orodesa III (4 – 8). W tej sytuacji Rzymianie, korzystając z poparcia niektórych partyjskich arystokratów, doprowadzili do objęcia władzy przez syna Fraatesa IV, wychowanego w Rzymie Wononesa (ok. 9 – 11/12). Ten szybko jednak zraził sobie nowych poddanych swoimi rzymskimi obyczajami i został obalony przez Artabanosa II (11/12 – 39), przedstawiciela bocznej linii Arsakidów. „Wraz z obaleniem Wononesa zakończyła panowanie starsza linia Arsakidów”.

### Młodsi Arsakidzi i renesans potęgi Partii

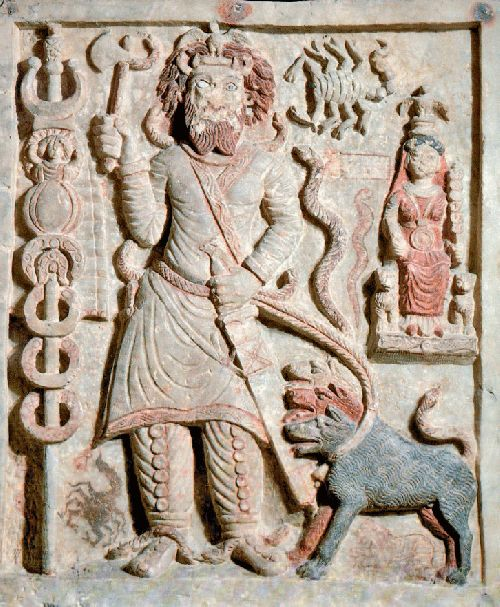
Tzw. „Relief Cerbera” z Hatry. Ubrany w strój partyjski Nergal ma obok siebie greckiego mitycznego psa Cerbera, który pozwala na zidentyfikowanie go jako boga podziemnego świata. W tle znajduje się kochanka Nergala siedząca na tronie strzeżonym przez gryfy, ukoronowana orłem. Prawdopodobnie jest to syryjska bogini Atargatis. I – II w. n.e. Zabytek znajdujący się w Muzeum Mosulu został zniszczony przez ISIS w 2015

Artabanos niedługo po zdobyciu władzy zwrócił się w stronę Armenii, gdzie z nadania Rzymu panował obalony przez niego Wonones. Artabanos z łatwością zrzucił go z tronu, jednak w obliczu rzymskiej kontrinterwencji nowy król Partów w roku 19 zgodził się, by w Armenii rządził inny rzymski nominat, Artaksjas (18 – 34). Kiedy jednak w roku 34 Artaksjas zmarł, Artabanos interweniował i osadził na tronie armeńskim swojego syna Arsakesa. W odpowiedzi cesarz Tyberiusz (14 – 37) zorganizował antypartyjską koalicję, pozyskując Iberów i Albanów, przy czym Iberowie dodatkowo sprowadzili jako sprzymierzeńców Alanów. Arsakesa otruto, zaś Iberowie zajęli Artaksatę, po czym koalicjanci pokonali miejscowe siły Partów. Do Armenii wyruszył teraz sam Artabanos, jednak Rzymianie wysunęli przeciwko niemu kandydaturę Tiridatesa, syna Wononesa, który uzyskał znaczące poparcie ze strony miast Mezopotamii, jak i części partyjskiej arystokracji, nadal przywiązanej do starszej linii Arsakidów, co pozwoliło mu na zajęcie m.in. Seleukeji nad Tygrysem. W tej sytuacji Artabanos wycofał się do wschodnich satrapii królestwa, licząc na wsparcie Saków i Dahów, po czym wzmocniony przez posiłki koczowników i wojska najemne rozpoczął kontrofensywę, w obliczu której w roku 36 Tiridates wycofał się do Syrii. W roku 37 Artabanos II zawarł pokój z Rzymem, jednak jego szczegóły nie są znane. W trakcie panowania Artabanosa II na wschodnich kresach królestwa Partów doszło pod przywództwem Gondofaresa (ok. 19 – ok. 50) do powstania nowego państwa tzw. Indo-Partów, z ośrodkiem w Sistanie, przy czym charakter relacji tego nowego tworu z Arsakidami jest niejasny. Być może nowa dynastia wywodziła się z partyjskiego rodu Suren.
Po śmierci Artabanosa (ok. 39) Partią przez kilka lat wstrząsały zmagania pomiędzy jego spadkobiercami, Wardanesem (40 – 45) i Gotarzesem (43/44 – 51). Wardanes był silnie związany z Media Atropatene, natomiast Gotarzesa popierali Dahowie i inni koczownicy z północno-wschodnich rubieży Partii. Sytuację komplikował trwający od 36 roku bunt Seleukeji nad Tygrysem. Konflikt dwóch pretendentów toczył się ze zmiennym szczęściem, podczas gdy Rzymianie wykorzystując sytuację interweniowali w Armenii, skąd z pomocą Iberów wyparli Partów. W roku 42 obie strony doszły do porozumienia, dzieląc imperium Arsakidów na dwie części. Wardanes uzyskał formalne pierwszeństwo i władzę nad zachodnią częścią państwa, natomiast Gotarzes pozostał władcą Hyrkanii i krajów przyległych. W roku 42 Wardanes zajął Seleukeję, by wkrótce potem odeprzeć kolejny atak Gotazesa, który był zmuszony wycofać się do swoich stepowych sojuszników. Był to triumf Wardanesa, który jednak w roku 45 zginął w wyniku spisku i władzę przejął Gotarzes. Wkrótce przeciwko niemu zwrócili się legitymiści popierający nadal żyjącą w Rzymie starszą linię Arsakidów w osobie Meherdatesa, przy czym kluczową rolę w tym stronnictwie odgrywał ród Karin. Meherdates przekroczył Eufrat, jednak w roku 49 Gotarzes ostatecznie pokonał siły uzurpatora. Już w roku 51 padł jednak ofiarą spisku i władzę po nim objął wywodzący się z Atropatene Wonones II (51).
W ten sposób ostatecznie frakcja związana z Atropatene zwyciężyła w walce o tron. Po krótkim panowaniu Wononesa tron objął jego syn Wologazes I (51 – 80), który prowadził politykę konsolidacji imperium, osadzając jako władców wasalnych królestw członków rodu Arsakidów – jego bracia Pakoros i Tiridates (52 – 58, 68 – 88) rządzili odpowiednio w Atropatene i Armenii. Do tej ostatniej Partowie wkroczyli w roku 52, rozpoczynając tym samym wieloletni konflikt z Rzymem. W roku 58 Partowie zostali wyparci z tego kraju przez rzymskiego wodza Korbulona, jednak w roku 62 udało im się pokonać armię Cezenniusza Petusa i odzyskać Armenię. Po tym wydarzeniu z inicjatywy Wologazesa doszło do zawarcia kompromisu – Tiridates złożył koronę i przyjął ją ponownie z rąk Nerona (54 – 68), tym samym uznając się za wasala Rzymu. W ten sposób Armenia stała się sekundogeniturą Arsakidów, panujących tam aż do roku 428, nad którymi Rzym sprawował tylko formalną zwierzchność. Przez resztę swojego panowania Wologazes starał się utrzymywać przyjazne stosunki z Rzymem, pomimo to jednak w roku 73 ponownie wybuchły walki pomiędzy dwiema potęgami na tle konfliktu wokół powiązanej z Arsakidami, chociaż podlegającej Rzymowi dynastii Kommagene. W roku 75 Wologazes zwrócił się do Wespazjana (69 – 79) z prośbą o pomoc w walce z Alanami, ten jednak odmówił. Ich najazd spustoszył wówczas północny Iran od Hyrkanii po Medię.
Syn Wologazesa Pakoros II (80 – 110) powrócił do wrogiej wobec Rzymu polityki, wspierając m.in. rzymskiego uzurpatora podającego się za Nerona oraz nawiązując relacje z królem Daków Decebalem (87 – 106). Na początku panowania Trajana (98 – 117) doszło do starć rzymsko-partyjskich nad Eufratem. Czasy panowania Wologazesa i Pakorosa to także okres wzrostu potęgi Kuszanów, których państwo ostatecznie ukonstytuowało się w Baktrii za rządów Kudzuly Kadfizesa (ok. 30 – 80). Partowie utracili na ich rzecz część swoich wschodnich terytoriów, w szczególności Kabul. Wydaje się, że wspólne zagrożenie ze strony Kuszanów doprowadziło do zbliżenia pomiędzy Arsakidami a Indo-Partami, którzy byli jedną z głównych ofiar ekspansji nowej potęgi. Partowie do współdziałania przeciwko Kuszanom starali się pozyskać chińską dynastię Han, do której Pakoros II wysłał poselstwa w roku 87 i 101.

### Ostatnie stulecie

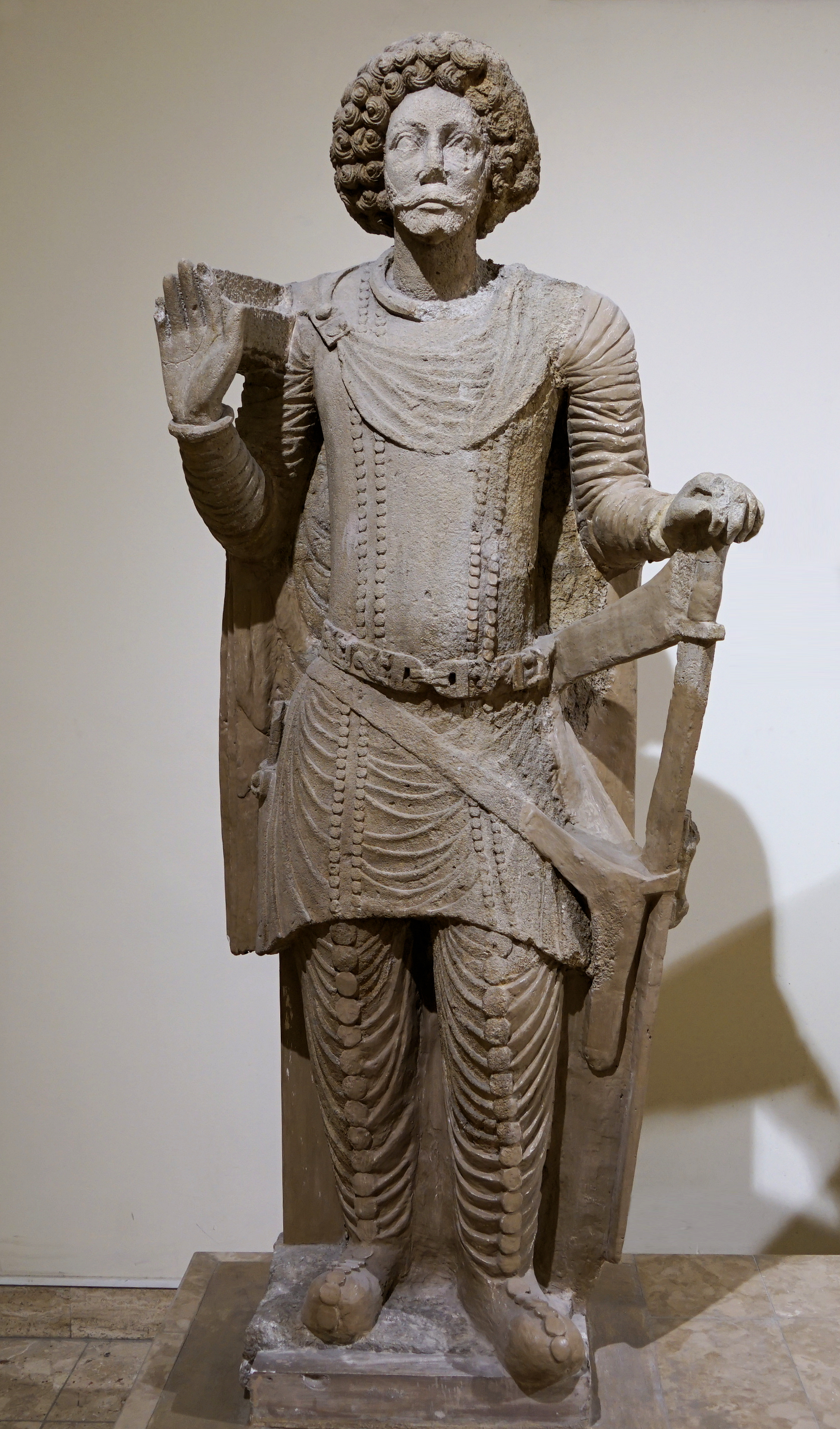
Dowódca wojskowy w pełnym rynsztunku. Rzeźba z Hatry, II – III w. n.e. Zbiory Muzeum Narodowego Iraku

Posiadamy bardzo skąpe informacje na temat historii Królestwa Partów w pierwszej połowie II w., w znacznym stopniu oparte jedynie na numizmatyce. Władzę po Pakorosie objął jego syn Wologazes II (ok. 110 – 147), jednak wyzwanie rzucił mu niejaki Osroes, o którego pochodzeniu nic nie wiemy. Od ok. 108/109 jego monety były emitowane w Babilonii i Elymaidzie. W roku 112 Osroes obalił władzę brata Wologazesa Aksidaresa w Armenii, osadzając na jej tronie innego syna Pakorosa, Parthamasirisa. Ta interwencja, przeprowadzona bez uzgodnienia z Rzymem, stała się dla cesarza Trajana dogodnym casus belli. W roku 114 zaatakował on Armenię i Parthamasiris złożył hołd Trajanowi, co nie uchroniło go jednak przed śmiercią z rąk Rzymian. „Czyn ten krytykowano nawet w obozie rzymskim”. Rzymianie nie byli jednak w stanie opanować całej Armenii, której część kontrolował niejaki Wologazes (prawdopodobnie syn lub wnuk Tiridatesa I). W roku 115 Rzymianie zaatakowali północną Mezopotamię, gdzie poddał im się Abgar VII (109 – 116), władca Osroene. W kolejnym roku władzę Trajana uznał król Adiabene, Mebarsapes i Rzymianie postanowili pójść za ciosem, atakując Ktezyfon. W ręce cesarza dostała się jedna z córek Osroesa i złoty tron Arsakidów. Zwycięski Trajan ruszył do Charakene i przyjął hołd tamtejszego władcy, Attambelosa VII.
W obliczu inwazji Rzymu walczące stronnictwa Partów zawarły rozejm i jeszcze w roku 116 Osroes podjął kontrofensywę, prowadzoną przez jego bratanka Sanatrukesa. Towarzyszyła jej rewolta ludności miast Mezopotamii zajętych przez Rzymian oraz bunt Żydów w niektórych wschodnich prowincjach Rzymu, zwłaszcza Cyrenajce, Egipcie, na Cyprze i w Palestynie, wydaje się, że celowo wywołany przez emisariuszy Arsakidów. Przebywający nad Zatoką Perską Trajan znalazł się w potrzasku. Partowie zniszczyli jedną z armii rzymskich zaś dowódca drugiej zginął w walce z nimi w górach Taurus (możliwe zatem, że Partowie zaatakowali północną Syrię, aby odciągnąć Rzymian z Mezopotamii). Zaskoczony Trajan przeprowadził kontratak w kierunku północnym, odzyskując m.in. Edessę, Nisibis i Seleukeję. Jednocześnie udało mu się pozyskać syna Osroesa, Parthamaspatesa, który zgodził się zostać wasalem Rzymu i zamordował Sanatrukesa. Ustanowienie wasalnego królestwa Partów oznaczało jednak rezygnację z pierwotnego planu Trajana bezpośredniego wcielenia Mezopotamii do państwa rzymskiego. Parthamaspates nie miał za sobą poparcia żadnej liczącej się siły, zaś Trajan ostatecznie wycofał się z Mezopotamii po nieudanym ataku na Hatrę. Jego następca, Hadrian (117 – 138), starał się utrzymać pokój pomiędzy dwoma mocarstwami.
Wydaje się, że po wojnie z Trajanem w Partii doszło do uregulowania podziału władzy pomiędzy Wologazesa II i Osroesa, gdyż nie ma informacji o walkach wewnętrznych w królestwie aż do roku 150. Obok Rzymu drugim wielkim mocarstwem, z którym mieli do czynienia Partowie, byli wówczas Kuszanie, których szczyt potęgi przypadł na rządy Kaniszki (ok. 120 – 146). Chińska tradycja buddyjska wspomina o ataku Partów na państwo Kaniszki i o wielkiej bitwie, w której Partowie zostali rozgromieni. Jeśli ten konflikt jest historyczny, to prawdopodobnie doszło do niego po wojnie z Trajanem.

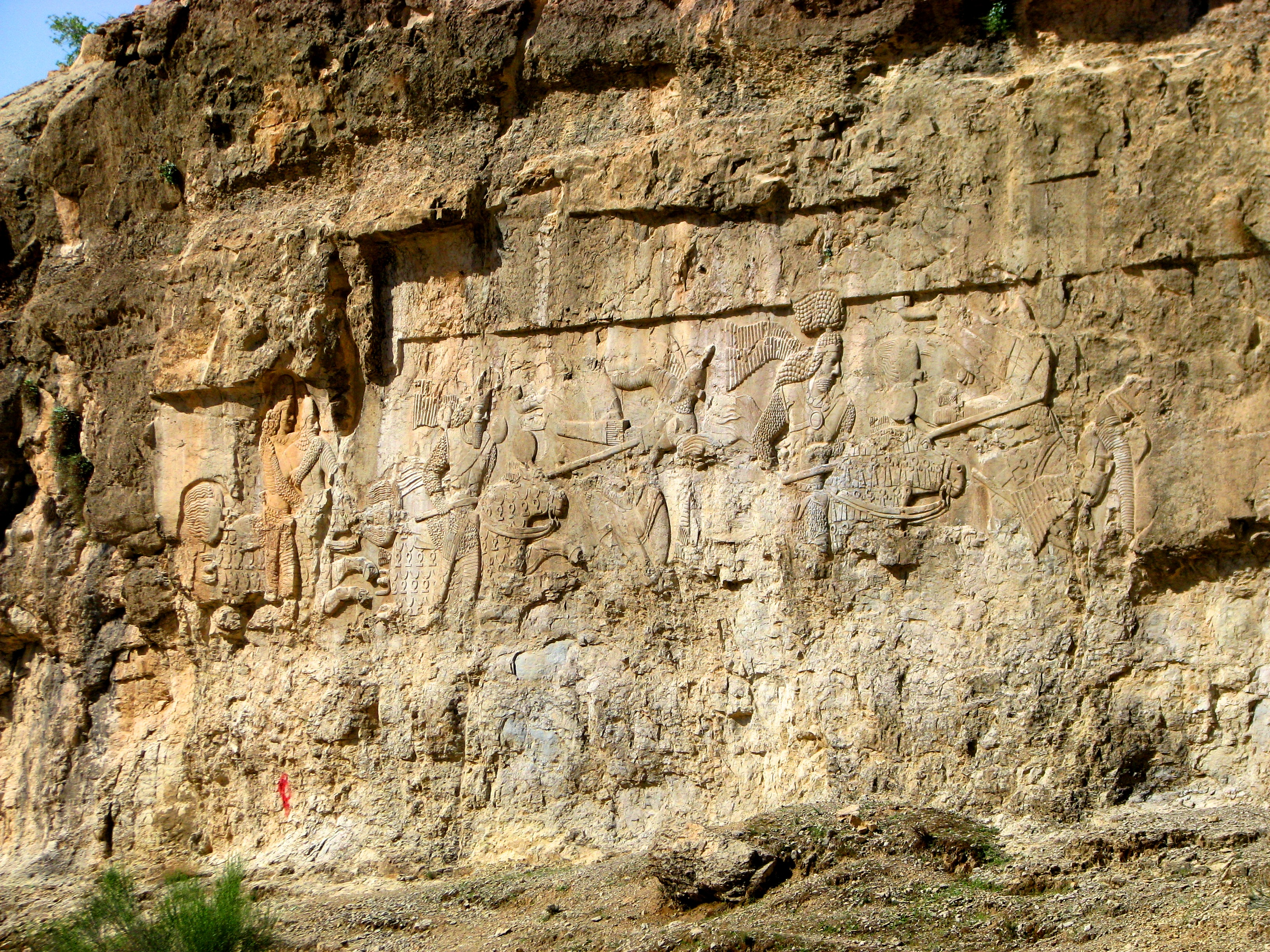
Relief Ardaszira I (224 – 241) przedstawiający jego zwycięstwo nad ostatnim królem Partów Artabanosem IV (213 – 224). Okolice Firuzabadu w dolinie Tang-e Ab

Wologazes III (147 – 191) rozpoczął swoje panowanie od obalenia króla Charakene Meredata, jednak jego nadrzędnym celem był atak na Rzym, na który zdecydował się ostatecznie po śmierci Antoninusa Piusa (138 – 161). Partowie wypędzili wówczas prorzymskiego władcę Osroene, osadzając na tronie własnego kandydata, oraz zniszczyli armię namiestnika Kapadocji Sewerianusa pod Elegeią nad Eufratem. Inna armia Partów najechała na Syrię, pokonując jej namiestnika Kornelianusa, jednak Rzymianom udało się utrzymać Antiochię. Korzystając z tej bazy sprowadzili oni posiłki drogą morską. Wraz z nimi na wschód przybył cesarz Lucjusz Werus (161 – 169) i wódz Awidiusz Kasjusz. Werus próbował negocjować z Partami, jednak gdy jego oferta została odrzucona, Rzymianie przeszli do ofensywy. Wiosną 163 roku zajęli Armenię i osadzili na jej tronie Sohemusa z rodu królewskiego Emesy. W następnym roku Partowie zostali wyparci także z Syrii, by w roku 165 utracić na rzecz Rzymu Edessę i Nisibis. Główne siły Arsakidów zostały pokonane w krwawej bitwie pod Dura Europos, po której opuszczony przez sojuszników i wasali Wologazes wycofał się na południe. Idąc za pokonanym Rzymianie zajęli Ktezyfon i Seleukeję, lecz ostatecznie wycofali się w związku z kłopotami z zaopatrzeniem i wybuchem zarazy. W rezultacie tej wojny Rzymianie na stałe zainstalowali się w północno-zachodniej Mezopotamii, zajmując m.in. Dura Europos, oraz sprowadzając Osroene do roli swojego wasala.
Wologazes IV (190/191 – 207/208) w trakcie wojny domowej w Rzymie poparł Pescenniusza Nigra (193 – 194), co po jego śmierci doprowadziło do konfrontacji z jego zwycięskim rywalem Septymiuszem Sewerem (193 – 211). Początkowo Partowie zajęli szereg terytoriów w północnej Mezopotamii, jednak w roku 195 Sewer odbił utracone posiadłości Rzymu i ostatecznie utworzył z nich prowincję Mezopotamię. Mimo to Wologazes niedługo później ponownie podjął próbę odzyskania tego regionu i obległ Nisibis. W końcu 197 roku Sewer podjął kontrofensywę, w wyniku której zajął Seleukeję i Ktezyfon. Ataki na Hatrę podjęte w 198 i 199 roku zakończyły się jednak niepowodzeniem Rzymian. Na czasy Wologazesa IV syryjska „Kronika Arbeli” datuje także wojnę Partów z Persami, w trakcie której ci ostatni mieli otrzymać wsparcie Medów. Była to próba obalenie władzy Partów w Iranie, jednak pomimo początkowych sukcesów Persów, ostatecznie zostali oni pokonani. Wologazes V (207/208 – 221/222) po kilku latach panowania musiał stawić czoło rebelii swojego brata Artabanosa IV (213 – 224), który w roku 213 ogłosił się królem. Doszło wtedy do faktycznego podziału władzy – podczas gdy Wologazes rządził w Babilonii, Artabanos panował w Iranie i północnej Mezopotamii. Dążący do konfrontacji z Partami cesarz Karakalla (211 – 217) zażądał córki Artabanosa za żonę, kiedy zaś ten odmówił, w roku 216 wszczął wojnę. Rzymianie spustoszyli Adiabene, jednak wiosną 217 roku Artabanos przeprowadził kontratak, wkraczając do rzymskiej Mezopotamii. Karakalla został obalony przez dowódcę swojej gwardii Makrinusa (217 – 218), który próbował negocjować z Arsakidą, Artabanos zażądał jednak m.in. odejścia Rzymian z Mezopotamii. Partowie pobili przeciwnika w dwóch kolejnych bitwach pod Nisibis i w traktacie pokojowym z 218 roku Rzymianie zostali zmuszeni do zapłacenia ogromnej kontrybucji w wysokości 200 mln sestercji.
Sukces Arsakidów w wielkiej wojnie z Rzymem był zatem spektakularny, działo się to jednak zaledwie na kilka lat przed upadkiem ich dynastii. W Persydzie rosło wówczas znaczenie Ardaszira (224 – 241) z miejscowej dynastii Sasanidów, który zajął Elymaidę oraz Kerman, eliminując wasali Arsakidów. Kolejną zdobyczą Ardaszira była Charakene nad Zatoką Perską. Wedle „Kroniki Arbeli” uzyskał on także poparcie władców Adiabene, Kirkuku i Medów, jednocząc tym samym przeciwko Partom południowy Iran. 28 kwietnia 224 roku Artabanos został pokonany w decydującej bitwie na równinie Hormizdagan w Medii, w której zginął. W dwa lata później wojska Ardaszira odebrały Partom większość Mezopotamii i północno-zachodniego Iranu, prawdopodobnie pokonując wówczas Wologazesa V. Małoletni syn Artabanosa, Arszak, został stracony. „Patrząc na ostatnie lata istnienia państwa Arsakidów, trudno mówić o widocznej agonii. Karakalla bolał nad podziałem świata na dwie części – Rzym i Partię – i zażądał ręki córki króla Partów. Tego świadectwa nie należy lekceważyć, pokazuje ono bowiem, że Arsakida był uznawany za równego cesarzowi [...] Jeszcze w 217 r. Rzymianie zostali rozbici w dwóch bitwach z Partami i następnie zmuszeni do zawarcia niekorzystnego traktatu pokojowego. [...] Wobec wymowy tych świadectw nagły upadek państwa Partów jawi się jako wydarzenie zaskakujące. Należy jednak zauważyć, że bunt Ardaszira poparły niemal wszystkie rody partyjskie. Dowodzi to, że Arsakidzi stracili oparcie w swoich ziomkach. Przyczyny tego procesu nie są dokładnie znane”.

## Charakter i organizacja państwa Partów

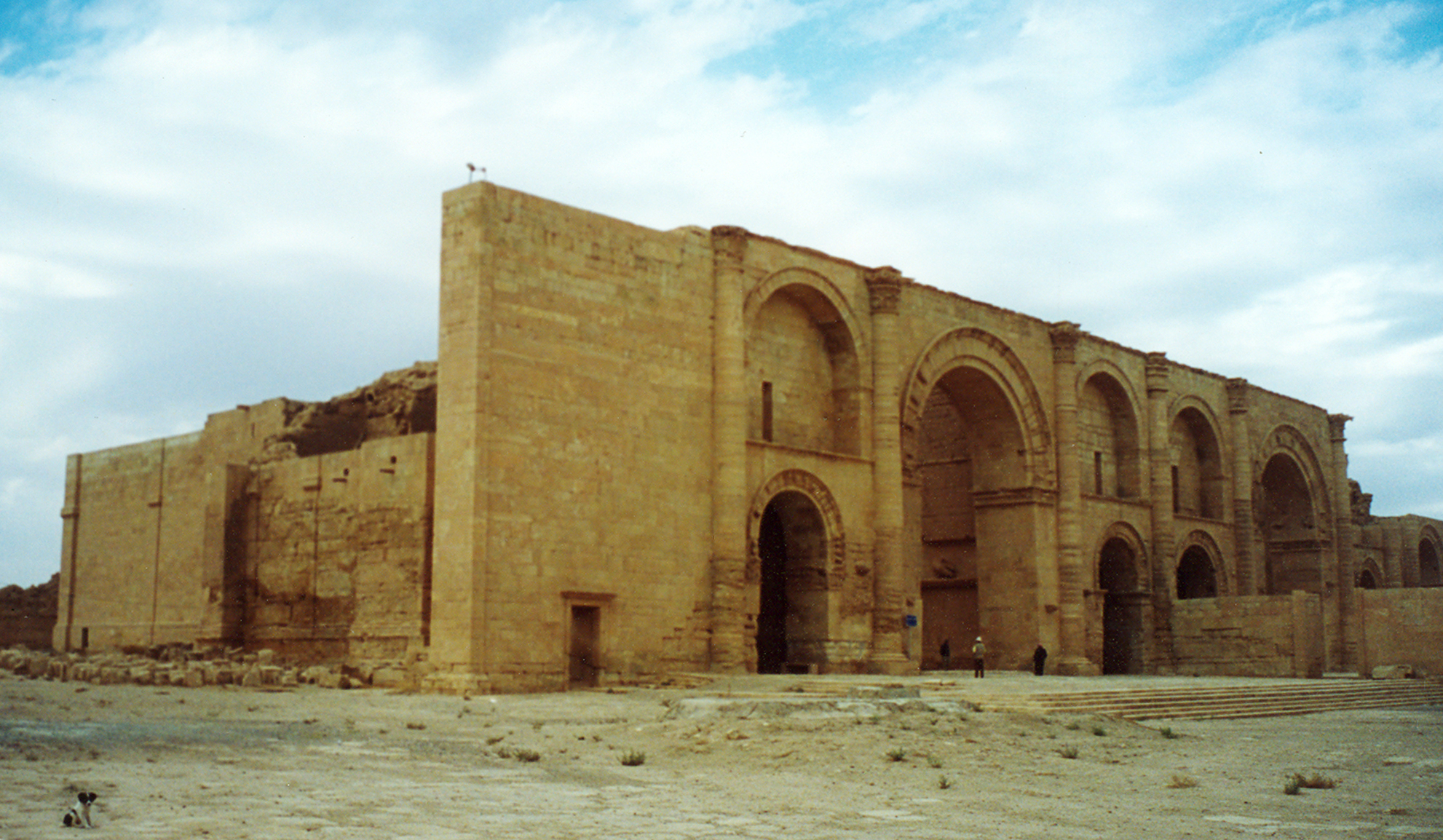
Fragment zabudowań Hatry z widocznymi ejwanami, które stanowią jeden z pierwszych przykładów ich zastosowania w irańskiej architekturze

Monarchia pierwszych Arsakidów stanowiła specyficzne połączenie ludności osiadłej z terenów Partii i Hyrkanii oraz koczowników z południowych stepów nadkaspijskich sięgających aż po Uzboj i Chorezm. Te stepowe obszary były praktycznie niedostępne dla armii Seleukidów. Mając silny punkt oparcia w stepach Arsakidzi korzystali z niego w czasie ataku wrogów zewnętrznych i w dogodnym momencie przechodzili do kontrataku. W II w. p.n.e. opanowali oni ogromne tereny od Eufratu po dzisiejszy Uzbekistan i Pakistan, przy czym ich zapleczem stała się Wyżyna Irańska. Ani Rzymianie, ani przeciwnicy Partów na północnym wschodzie – Yuezhi, Sakowie czy Kuszanie nigdy poważnie nie zagrozili takim partyjskim ośrodkom na Wyżynie jak Marw czy Hekatompylos. Dlatego rzymskie najazdy, sięgające niekiedy Babilonii i rezydencji królewskiej w Ktezyfonie nie były w stanie zniszczyć królestwa Partów. O potędze Arsakidów decydowała zatem współpraca irańskich koczowników i ludności osiadłej.

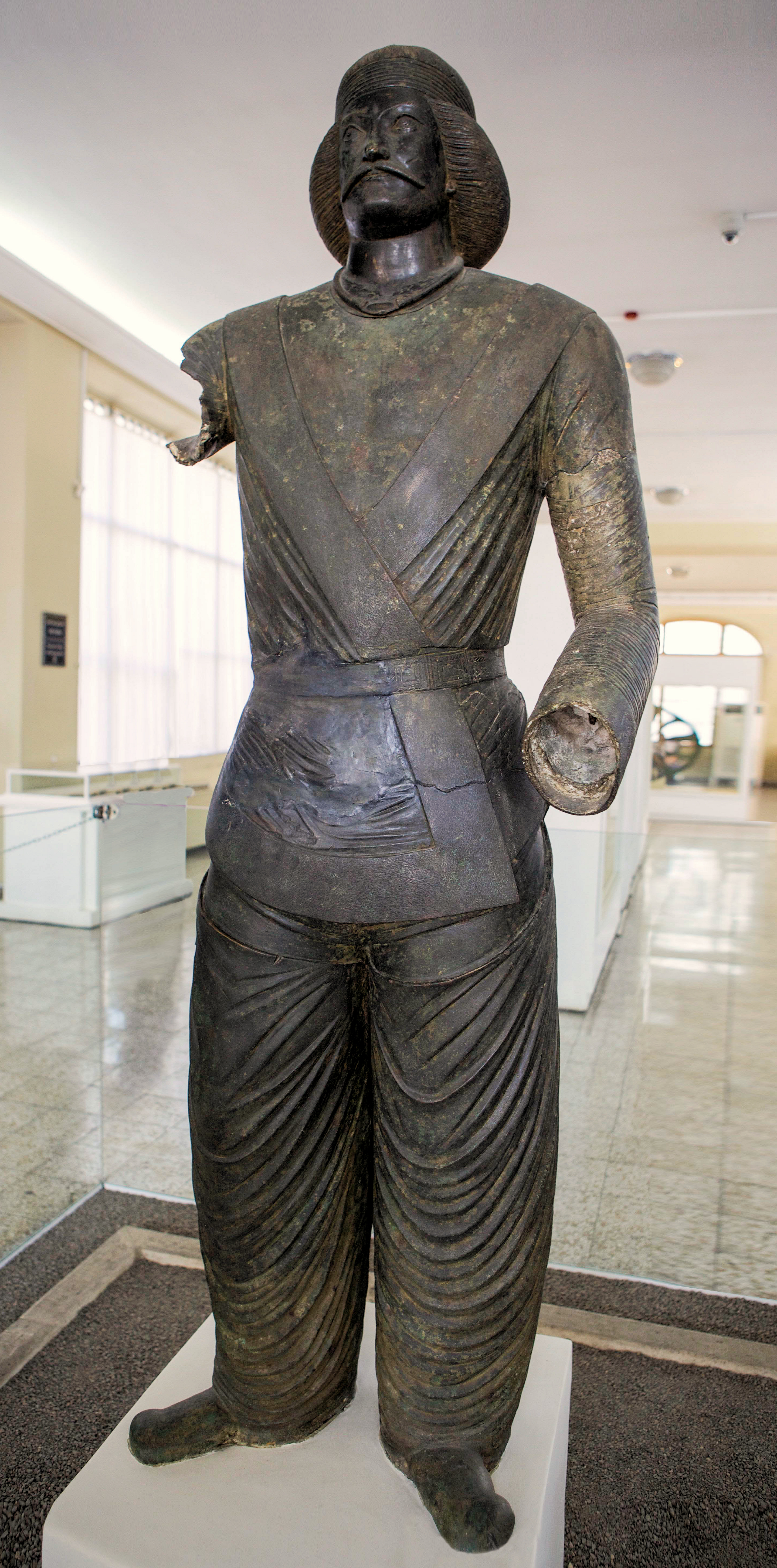
Brązowy posąg księcia partyjskiego z Szami. II – I w. p.n.e. Zbiory Muzeum Narodowego Iranu

Na czele państwa Partów stał król. Tytulaturę Arsakidów znamy przede wszystkim z ich monet, które generalnie kontynuowały tradycję hellenistyczną, jednakże z pewnymi elementami ikonograficznymi (takimi jak np. koczownicza czapka czy irańska monarsza tiara) o charakterze jednoznacznie irańskim. Na swoich monetach władcy Partów używają greckiego tytułu basileos (βασιλεύς), początkowo w formie basileos megas (Βασιλεὺς Μέγας), czyli „wielki król”, zaś od czasu Mithradatesa I basileos basileon (βασιλεὺς βασιλέων), czyli „król królów”. Zarówno „wielki król”, jak i „król królów” były tytułami wcześniej używanymi przez Achemenidów. W praktyce urzędowej Partowie powszechnie używali aramejskiego, w którym zostały także sporządzone niektóre ich inskrypcje. Stopniowo pismo aramejskie zaczęło służyć do zapisywania języków irańskich, przy czym nadal pisano wyrazy aramejskie, jednak czytano je w danym języku irańskim. Przykładowo aramejskie mlkʾ (), czyli „król”, czytano jako partyjskie i średnioperskie szach. Takie aramejskie wyrazy czytane po irańsku nazywane są heterogramami. Od czasów Wologazesa I zapisywany heterogramami partyjski zaczął pojawiać się na monetach, początkowo sporadycznie, później coraz częściej. Podsumowując, władcy Partów posługiwali się tytułem królewskim w jego formie greckiej (basileos), aramejskiej (malik) i irańskiej (szach). W swojej tytulaturze odwoływali się przy tym do tradycji achemenidzkich.
Państwo traktowano jako własność rodu panującego, a rdzeń monarchii stanowiły ziemie należące bezpośrednio do króla (jeden z pierwszych Sasanidów, Szapur I (241 – 272), określa je w swojej inskrypcji terminem dastgird). Zasadniczo była to Partia, Hyrkania, Wielka Media, większa część Mezopotamii i okresowo zapewne Margiana. Status niektórych z tych ziem czasami zmieniał się, np. Hyrkania w I – II w. była okresowo niezależna. Ziemiami króla zarządzali satrapowie. Oprócz nich byli też sprawujący nadzór nad regionami przygranicznymi marzbanowie, a poniżej nich komendanci twierdz, dizpaci. Umocniona osada lub twierdza była podstawową jednostką administracyjną. Pierwszą stolicą Arsakidów była Nisa położona w rdzennej Partii, najczęściej identyfikowana ze stanowiskiem archeologicznym w pobliżu dzisiejszego Aszchabadu. Kolejną królewską rezydencją znajdującą się w samej Partii było Hekatompylos (zapewne Szahr-e Ghumes). W I w. p.n.e. Partowie rozbudowali miasto Ktezyfon położone w pobliżu Seleukeji nad Tygrysem i wznieśli tam nową rezydencję zimową. Jednocześnie ulubioną rezydencją letnią królów Partów stała się Ekbatana.
Oprócz ziem należących bezpośrednio do króla w skład państwa partyjskiego wchodziło szereg zależnych od niego królestw. Pliniusz Starszy mówi o 18 królestwach w Partii. Najważniejszymi z nich były Armenia, Media Atropatene, Adiabene, Osroene, Hatra, Charakene, Persyda, Elymaida, Gordiene, Margiana i Kerman. Wasalami przejściowo bywali władcy Iberii, Albanii, Kadusjów, Hyrkanów, a także nomadów Baktrii, Sogdiany oraz plemion indo-sakijskich i indyjskich aż po dolinę Indusu. Niektóre państwa wasalne – np. Persyda, Elymaida i Charakene – miały prawo bić monety. Obowiązkiem wasali było dostarczanie wojsk dla Arsakidów i uiszczanie trybutu. Na niektórych tronach królestw wasalnych osadzano władców z rodu Arsakidów.
Przy królu istniała rada (gr. synderion) obejmująca „krewnych” (gr. syngenoi) oraz „mędrców i magów” (gr. sofoi, magoi). Zdarzało się, że ta rada detronizowała władców, jak było z Mithradatesem III. Do najwyższych urzędów należał bidachsz (part. bidachsz) Źródła armeńskie odróżniają wielkiego bidachsza na dworze króla od bidachszów będących namiestnikami prowincji nadgranicznych. W dwujęzycznej inskrypcji z Armazi w Gruzji bidachsz oddano za pomocą aramejskiego słowa rb trbṣ, oznaczającego majordoma, oraz greckiego epitropos, w tym okresie odpowiadającego rzymskiemu namiestnikowi prowincji. Ważnym urzędnikiem był hargbed, odpowiedzialny za podatki, a niekiedy mający też inne kompetencje. W Partii istniała także grupa tzw. pisarzy (part. dibiran).

## Społeczeństwo i gospodarka

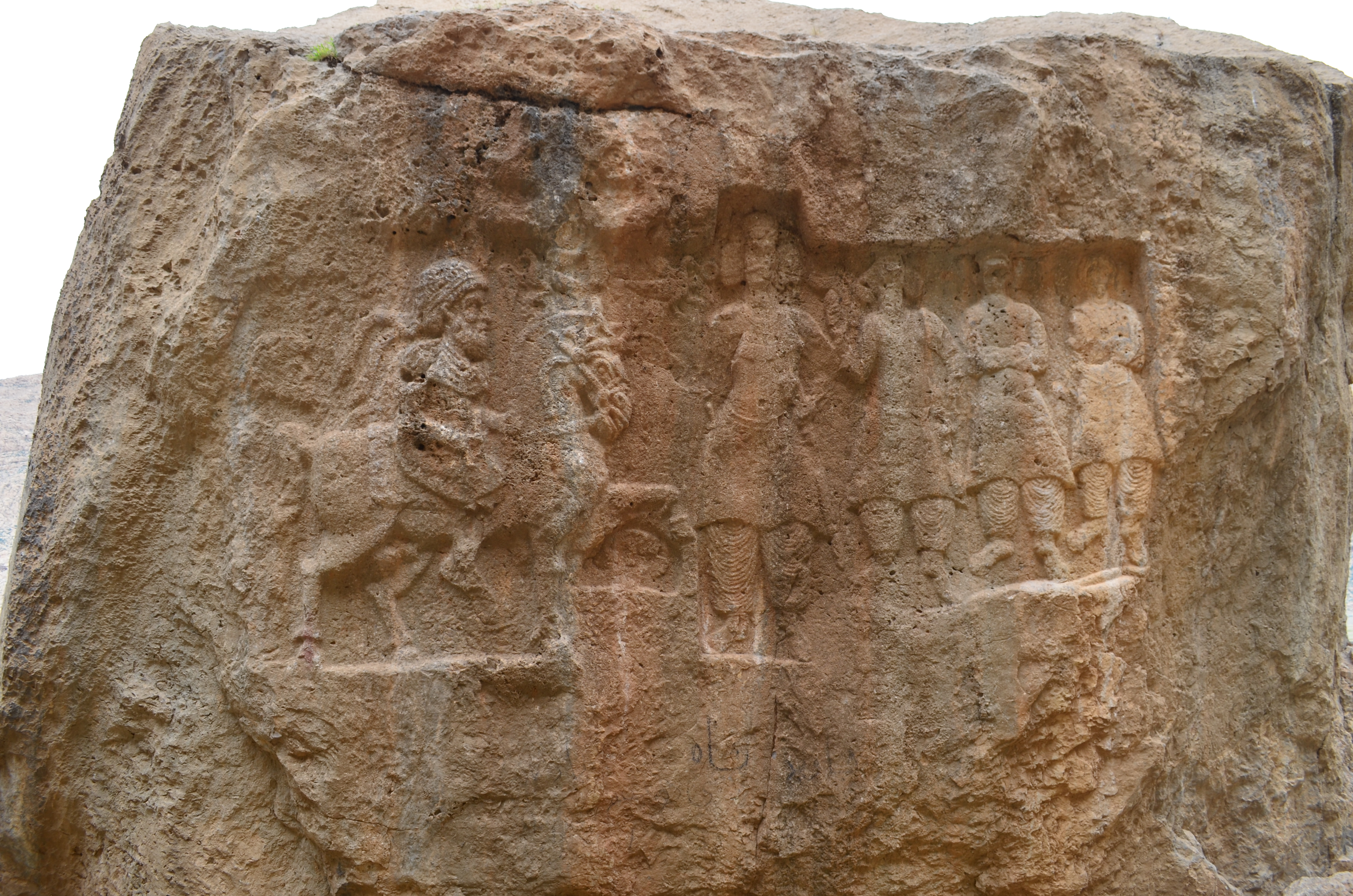
Relief z okolic Chong-e Nourizi w Chuzestanie. Jeździec, którego głowa przypomina Mithradatesa I (ok. 165 – ok. 132 p.n.e.) podąża w kierunku grupy możnych ubranych na sposób partyjski. Ten relief często uważany jest za jeden z pierwszych przykładów partyjskiego „stylu frontalnego”, w którym postacie zwrócone są przodem do widza (tutaj w przypadku grupy możnych), chociaż istnieją problemy z jego datowaniem

Na samym szczycie społecznej hierarchii Partii znajdował się stan zwany „wolnymi” (part. azadan, gr. eleuthori). Z kolei wśród „wolnych” czołowe miejsce zajmowali wspomniani wyżej „krewni” króla. To oni potwierdzali objęcie władzy przez kolejnego króla, przy czym głowa rodu Suren posiadała przywilej koronowania władcy. Suren wraz z Karin należeli do kilku rodów, które tradycyjnie należały do elity wolnych, przy czym w sumie tych czołowych klanów miało być siedem (inne znamy dopiero z epoki wczesnosasanidzkiej). Większość azadan stanowili ludzie zależni (bandag) od bogatszej arystokracji. Oprócz nich źródła klasyczne wyróżniają także „niewolników”, przez co w kontekście partyjskim należy rozumieć chłopów i mieszczan pełniących role służebne w stosunku do azadan. Zaliczali się do nich m.in. rzemieślnicy, artyści, lekarze, kupcy, a nawet pieśniarze. Poniżej tej warstwy istniała także grupa rzeczywistych niewolników (part. anszahrig/wardag).
Najważniejszymi ośrodkami rolniczymi Królestwa Partów była Suzjana, Babilonia, Media i Margiana. Ośrodkami rzemiosła były miasta Mezopotamii (m.in. Seleukeja) oraz Wyżyny Irańskiej (Ekbatana, Hekatompylos, Marw). Królestwo Partów było ważnym podmiotem ówczesnego handlu międzynarodowego. W handlu z Rzymem kluczową rolę odgrywała Palmyra, istniał bowiem szlak łączący to miasto z partyjską Babilonią i Charakene. W tych regionach istniały faktorie handlowe Palmyreńczyków (Babilon, Seleukeja, Wologezias i Charaks). Największymi centrami handlu były w Mezopotamii Charaks, Babilon, Wologezias, Seleukeja i Hatra, a na wschodzie Marw, Ekbatana i Aleksandria w Arei (dzis. Herat). Z Charakene kupcy pływali do Indii, głównie do portów doliny Indusu, i stamtąd przywozili towary indyjskie, chińskie i środkowoazjatyckie. Partowie prowadzili także wymianę handlową z Chinami poprzez szlak lądowy prowadzący przez Azję Środkową. Pośrednikami w tym handlu byli Sogdyjczycy.
Monety Arsakidów stanowią jedno z najważniejszych źródeł do poznania ich historii. Partowie wybijali monetę srebrną i drobną monetę miedzianą – monety złote były nieobecne. Najważniejszym nominałem była drachma, wybijana w standardzie attyckim (ok. 4g), co kontrastowało z praktyką Seleukidów emitujących przede wszystkim tetradrachmy (obecne także w emisjach partyjskich, lecz rzadziej). Główne mennice mieściły się w Ekbatanie i Seleukeji, oprócz nich istniały także mniejsze m.in. w Raga (dzis. Rej), Hekatompylos, Suzie, Marwie i Nisie. Tetradrachmy począwszy od I w. p.n.e. były datowane według ery Seleukidów. Nazwy miesięcy były macedońskie. Prawo do wybijania własnej monety posiadały także niektóre miejscowe dynastie (Elymaida, Charakene, Persyda, Hatra, Margiana), których emisje na ich terytoriach w znacznej mierze wyparły monety arsakidzkie. Seleukeja miała prawo wybijania monety miedzianej. Wiemy także, że w latach 31/30 – 27/26 p.n.e. podobnym przywilejem cieszyła się Suza.